# Травянское

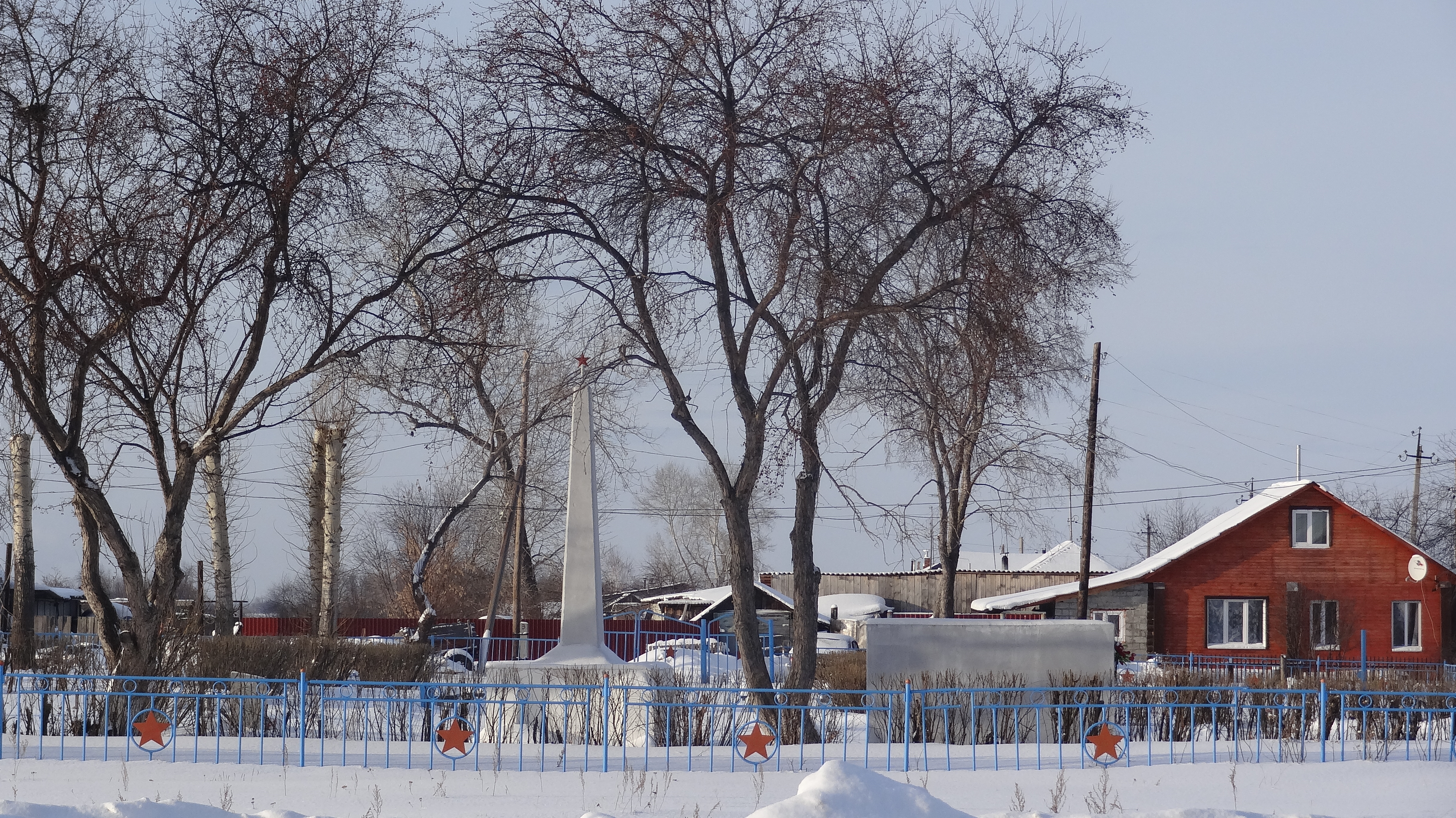
Мемориал памяти воинам Великой Отечественной войны

Травя́нское — село в Каменском районе Свердловской области России. Входит в Каменский муниципальный округ. Ранее было Травянского сельсовета Каменского района.

## Географическое положение
Село Травянское расположено в 8 километрах (по автодороге в 10 километрах) от города Каменска-Уральского, вблизи истока реки Грязнухи (левого притока реки Исети). К югу от села проходит железнодорожная ветка Екатеринбург — Курган. В трёх километрах от села расположен осановочный пункт Травяны Свердловской железной дороги. На расстоянии полутора километров от села расположены населённые пункты: село Большая Грязнуха и деревня Кремлёвка. Рядом находится военный аэродром города Каменска-Уральского.
Местность ровная, характеризуется как болотистая, в окрестностях расположены Красное болото, Лебяжье болото и Чистое болото.

## История
В некоторых источниках указывается, что поселение было основано в 1610—1620 годах. В мае 1688 года поселение переместилось к озеру Кривое. Затем первые поселенцы, в количестве нескольких семей, по причине удалённости от тракта, неизвестно через сколько времени подвинулись на юго-восток и поселились близ озера (Травянское озеро), поросшего густою травою, почему и озеро и поселение это стало называться Травяным или Травянским. Основателями считают братьев Степановых
С 1762 по 1764 год травянцы участвовали в народных волнениях. А с 1773 по 1775 год участвовали в восстании Пугачёва. Сельчане по происхождению — русские государственные крестьяне, занимались земледелием и выработкой древесного угля в казённых дачах для Каменского завода.
В 1916 году село относилось к Травянской волости. После 1919 года Камышловский уезд был включён в состав Екатеринбургской губернии. В 1928 году Травянское входило в Травянский сельсовет Каменского района Шадринского округа Уральской области.
Краевед Евгения Андреевна Бунькова посвятила родному селу книгу «Дорогая моя Травянка». Книга была издана в 2014 году при поддержке Уральского государственного аграрного университета. Тираж книги составил 300 экземпляров, большая часть которых была передана библиотекам Каменского района.

## Инфраструктура
В настоящее время в селе 24 улицы. Основными из них являются улицы Советская, Ленина, Свердлова, Карла Маркса. В 1977 году была проложена асфальтовая дорога из города Каменска-Уральского. В 1979 году построена новая котельная. Проведено электричество. В 2008 году началась частичная газификация. Планируется строительство газовой котельной. Активно идёт строительство частного сектора.
В 2007 году была открыта Травянская ОВП (амбулатория), обеспечивающая медицинское обслуживание двух населённых пунктов: села Травянское и села Большая Грязнуха. Проведено электричество. В 2008 году началась частичная газификация. Планируется строительство газовой котельной. Активно идёт строительство частного сектора. Работает отделение «Почты России».
1 мая 1848 года была открыта первая школа. В 1904 году построена деревянно-кирпичная начальная школа, в которой до революции было всего три класса. В 1980 году построена и открыта средняя общеобразовательная школа. В 1988 году построен и сдан Дворец Культуры.
Осенью 1930 года в период всеобщей коллективизации образовалось 2 колхоза: «Новый мир», и «Имени Сталина».
В 1957 году образовался совхоз «Каменский», куда вошли села Травянское, Большая Грязнуха и деревня Кремлёвка. А в 1963 году из совхоза «Каменский» самостоятельно выделился совхоз «Травянский», с тремя отделениями: Кремлёвское, Травянское, и Большегрязнухинское. Совхоз имел направление молочно-картофелеводческое.

## Транспорт
Несколько раз в день через село Травянское проходит пригородный маршрут № 107 Каменск-Уральский — Большая Грязнуха.

## Население
| 1869 | 1904  | 1926  | 2002  | 2010  | 2021  |
| ---- | ----- | ----- | ----- | ----- | ----- |
| 1638 | ↗3055 | ↗3351 | ↘1114 | ↗1137 | ↘1020 |

Структура

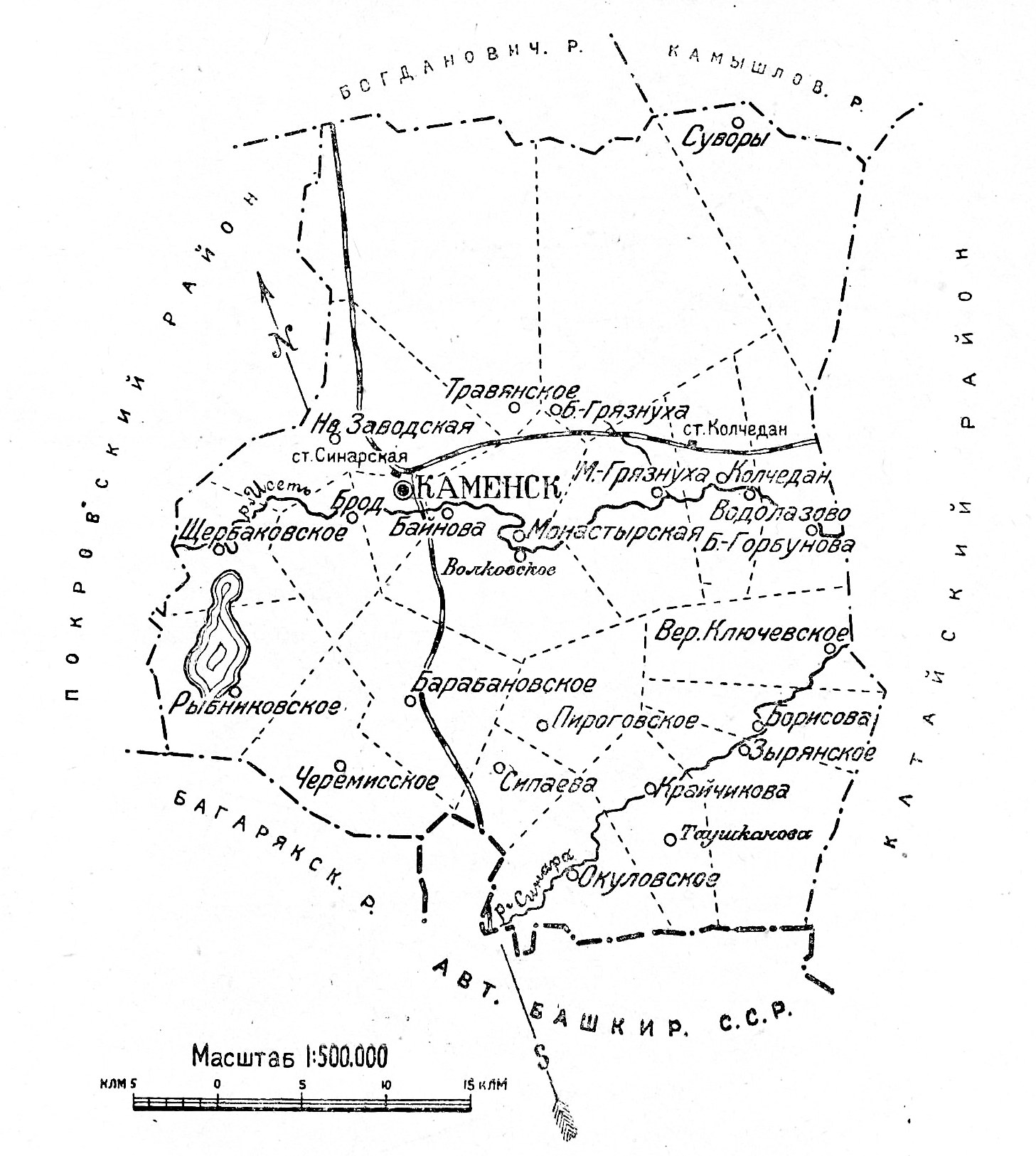
Травянское на схеме Каменского района (1928)

- По данным 1904 года, в селе было 540 дворов с населением 3033 человек (мужчин — 1564, женщин — 1469), все русские, бывшие горнозаводские[16].
- По данным переписи населения 1926 года, в селе было 730 дворов с населением 3351 человека (мужчин — 1505, женщин — 1846), все русские[6].
- По данным переписи населения 2002 года, русские составляли 97 % от общего числа сельчан[17].
- По данным переписи населения 2010 года, в селе проживали 1137 человек — 546 мужчин и 591 женщина[18].

## Введенская церковь

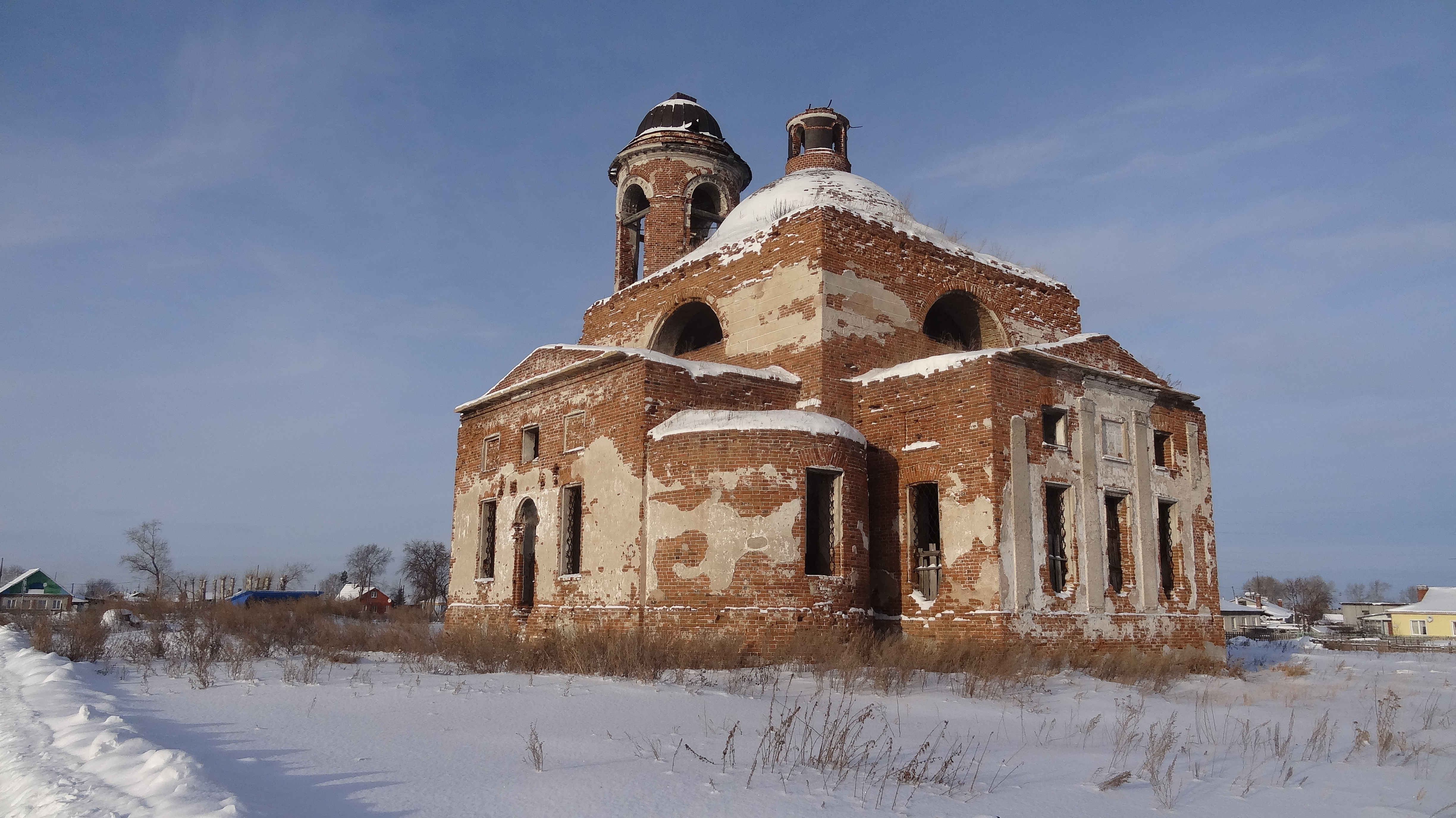
Введенская церковь, южный фасад (2015)

Первая деревянная церковь на каменном фундаменте иждивением прихожан была заложена в 1751 году на месте разобранной деревянной часовни. Церковь была освящена во имя Введения во храм Богоматери в 1753 году. К приходу относились следующие населённые пункты: село Травянское, село Большая Грязнуха (ранее называлось Карпушино), а также деревни Монастырка, Луга, Костылёва, Суворы. В 1847 году деревянная церковь была продана жителям села Волковского вместе с иконостасом и иконами в нижнем ставе. И на этом месте был поставлен на каменном фундаменте чугунный памятник с надписью о времени существования храма — «с 1751 по 1849 г.».
В период с 1832 по 1837 год воздвигли новое каменное здание храма. Церковь называется Введенская — «во имя Введения во храм Пресвятой Богоматери». Северный придел — во имя Богоявления Господня, а южный — во имя Святого Прокопия Устюргского Чудотворца. Поэтому праздник Прокопьев день (21 июля) считается престольным. Северный придел был освящён в 1837 году, главный храм — в 1845 году и южный придел — в 1848 году. Была пристроена колокольня к храму без коридора. Вокруг храма была построена каменная ограда с железными решётками в мраморных столбах и двумя каменными пирамидальными башнями для хранения разных церковных вещей. Причт состоял из двух священников, диакона и двух псаломщиков, которые размещались в трёх церковных домах.
Введенская церковь построена в стиле классицизм. Авторство приписывают уральскому архитектору М. П. Малахову. Екатеринбургский архитектор, профессор А. В. Долгов написал в своём заключении о Введенской церкви:
Обращает на себя внимание сходство построения ротондональных колоколен Введенской церкви и Свято-Троицкого Собора в Каменске-Уральском архитектора Малахова. При этом Введенская церковь более проста по объёмной композиции и плану, доведённых до предельного лаконизма и ясности, что свидетельствует о руке крупного мастера в пору расцвета его творчества. Сочетание лапидарных плоскостей фасадов с тонкой профилировкой тяг, архивольтов, наличников при пропорциональном совершенстве и точности расположения немногочисленных оконных и дверных проёмов не оставляют сомнения в авторстве М.П. Малахова.
Церковь была закрыта в 1936 году и разграблена, некоторое время использовалась как производственное помещение, затем заброшена. В настоящее время здание церкви находится в полуразрушенном состоянии. Пол в церкви перекопан. Сохранились некоторые фрески на стенах, а также ажурные металлические решетки в оконных проёмах. С 2001 года была включена в список памятников архитектуры областного значения Постановлением Правительства Свердловской области № 859 от 28.12.2001 года.
Введенская церковь представляет собой памятник позднего классицизма, творческой переработки мастерами Урала образцов проекто петербургских архитекторов.
Александр Иванович Попов, священник Введенской церкви, был убит 8 июля 1918 года красноармейцами. Был похоронен вместе с девятью убитыми прихожанами в братской могиле. Причислен к Собору новомучеников и исповедников Российских XX века Постановлением Святейшего Патриарха и Священного Синода РПЦ от 17 июля 2002 года.
Ребрин Викторин Львович (1888 года рождения), священник Введенской церкви, приговорен 4 ноября 1937 года к расстрелу.